# Amicins
Els Amycinae són una subfamília de la família dels saltícids, aranyes amb una gran capacitat de visió i de salt.

## Sistemàtica
La categorització dels gèneres en tribus s'ha realitzat seguint la proposta de Joel Hallan en el Biology Catalog.
- Amicini
  - "Acragas'‘, Simon, 1900
  - Albionella'‘, Chickering, 1946
  - "Amycus'‘, C. L. Koch, 1846
  - Arnoliseus'‘, Braul, 2002
  - Encolpius'‘, Simon, 1900
  - Frespera'‘, Braul & Lise, 2002
  - Hypaeus'‘, Simon, 1900
  - Idastrandia'‘, Strand, 1929
  - Letoia'‘, Simon, 1900
  - "Mago'‘, O. P.-Cambridge, 1882
  - Noegus'‘, Simon, 1900
  - Pseudamphidraus'‘, Caporiacco, 1947
  - Vinnius'‘, Simon, 1902
  - Wallaba'‘, Mello-Leitão, 1940

- Astiini
  - Adoxotoma'‘, Simon, 1909
  - "Anaurus'‘, Simon, 1900
  - Arasia'‘, Simon, 1901
  - "Aruana'‘, Strand, 1911
  - Astia'‘, L. Koch, 1879
  - Helpis'‘, Simon, 1901
  - Jacksonoides'‘, Wanless, 1988
  - Megaloastia'‘, Zabka, 1995
  - "Orthrus'‘, Simon, 1900
  - Sondra'‘, Wanless, 1988
  - "Tara'‘, Peckham & Peckham, 1886
  - Tauala'‘, Wanless, 1988

- Huriini
  - Admesturius'‘, Galiano, 1988
  - Atelurius'‘, Simon, 1901
  - Hisukattus'‘, Galiano, 1987
  - Hurius'‘, Simon, 1901
  - Maenola'‘, Simon, 1900
  - Scoturius'‘, Simon, 1901
  - Simonurius'‘, Galiano, 1988

- Hyetusini
  - Agelista'‘, Simon, 1900
  - Arachnomura'‘, Mello-Leitão, 1917
  - Atomosphyrus'‘, Simon, 1902
  - Bredana'‘, Gertsch, 1936
  - Hyetussa'‘, Simon, 1902
  - Tanybelus'‘, Simon, 1902
  - Titanattus'‘, Peckham & Peckham, 1885

- Scopocirini
  - Cylistella'‘, Simon, 1901
  - Cyllodania'‘, Simon, 1902
  - Gypogyna'‘, Simon, 1900
  - Scopocira'‘, Simon, 1900
  - Toloella'‘, Chickering, 1946

- Sitticini
  - Aillutticus'‘, Galiano, 1987
  - Attulus'‘, Simon, 1889
  - Jollas'‘, Simon, 1901
  - Pseudattulus'‘, Caporiacco, 1947
  - Semiopyla'‘, Simon, 1901
  - Sitticus'‘, Simon, 1901
  - Yllenus'‘, Simon, 1868

- Thiodinini
  - Banksetosa'‘, Chickering, 1946
  - Carabella'‘, Chickering, 1946
  - Ceriomura'‘, Simon, 1901
  - Cotinusa'‘, Simon, 1900
  - Monaga'‘, Chickering, 1946
  - Parathiodina'‘, Bryant, 1943
  - Thiodina'‘, Simon, 1900